# Броморганические соединения
Броморгани́ческие соедине́ния — продукты замещения в различных органических соединениях атомов водорода бромом. В большинстве случаев подразумеваются соединения брома в степени окисления равной −1, но существуют броморганические соединения и в более высоких степенях окисления.

## Получение
Наиболее частым способом получения броморганических соединений является замещение водорода бромом в органических соединениях. Примеры:
- фотохимическое бромирование алканов
- каталитическое бромирование аренов в присутствии кислот Льюиса
- реакция брома с серебряными солями карбоновых кислот (реакция Хунсдикера)

Также используются реакции присоединения брома по кратным связям.

## Применение
Броморганические соединения находят применение в качестве фреонов, лекарственных средств, пестицидов.